# Пођо Рондино (Пјаченца)
Пођо Рондино је насеље у Италији у округу Пјаченца, региону Емилија-Ромања.
Према процени из 2011. у насељу је живело 16 становника. Насеље се налази на надморској висини од 746 м.